# مارتن جثين
مارتن جثين (بالإنجليزية: Martin Gethin)‏ مواليد 16 نوفمبر 1983 في المملكة المتحدة، هو ملاكم محترف بريطاني يصنف ضمن فئة الوزن الخفيف.

## إحصائيات
خاض خلال مسيرته 36 نزالا، فاز في 27 وتعادل في 1 وخسر في 8. فاز بالضربة القاضية في 11 نزالا.

## روابط خارجية
- مارتن جثين على موقع بوكس ريك (الإنجليزية) (registration required)